# ABM-Vertrag
Der ABM-Vertrag (russisch Договор об ограничении систем противоракетной обороны / Vertrag über die Begrenzung von antiballistischen Raketenabwehrsystemen, ПРО / PRO, englisch Anti-Ballistic Missile Treaty), am 28. Mai 1972 mit unbefristeter Gültigkeit abgeschlossen, war ein Rüstungskontrollvertrag zwischen den USA und der Sowjetunion zur Begrenzung von Raketenabwehrsystemen (Anti-Ballistic Missiles, ABM). Er war einer der beiden Teile der SALT-I-Vereinbarung. Am 13. Juni 2002 traten die USA einseitig vom Vertrag zurück, nachdem sie sechs Monate zuvor durch eine Absichtserklärung diesen Rücktritt gegenüber Russland als Rechtsnachfolger der Sowjetunion angekündigt hatten.

## Vertragsinhalt

### Übersicht
- Verboten sind:
  - der Aufbau eines landesweiten ABM-Netzes (Art. 1)
  - die Entwicklung, Erprobung und Aufstellung weiterer see-, luft- oder weltraumgestützter und landbeweglicher ABM-Systeme (Art. 5,1)
  - die Aufstellung von Frühwarn-Radars (Art. 6,b)
  - die Weitergabe von ABM-Technik an andere Staaten (Art. 9)
- Zugelassen sind:
  - anfangs zwei ABM-Stellungen – später reduziert auf eine – mit 100 Abschussvorrichtungen
  - die dazugehörigen Radaranlagen
  - die Stellung darf entweder zum Schutz einer ICBM-Anlage oder der Hauptstadt eingesetzt werden (in einem Radius von 150 Kilometern) (Art. 3)
  - die Modernisierung und der Ersatz der eingesetzten Anlagen (Art. 7)
- Vertragsmodalitäten
  - Der Vertrag ist von unbegrenzter Dauer, kann aber mit sechsmonatiger Frist gekündigt werden, wenn ein Vertragspartner seine Interessenlage fundamental gewandelt sieht (Art. 15,1)
  - Die Vertragshandhabung obliegt der Standing Consultative Commission (SCC) (Art. 13,2)

Durch die Begrenzung auf zwei ABM-Stellungen mit je 100 Abschussvorrichtungen, die zudem 1.300 Kilometer voneinander entfernt sein müssen, und durch weitere Einschränkungen bei der Entwicklung und Aufstellung von ABM-Radargeräten wurde der Aufbau einer landesweit wirksamen Raketenabwehr verhindert.

## Vorgeschichte

### Raketenabwehrsysteme
Ende der 1950er, Anfang der 1960er-Jahre entwickelten die USA etliche Raketensysteme, die, so die Absicht, anfliegende Interkontinentalraketen abschießen könnten. Das US-Militär verband mit diesen technologischen Entwicklungen die Prognose, bald das ganze Land durch einen Raketenschutzschirm wirksam vor den gröbsten Folgen eines Nuklearkrieges schützen zu können. Als Teil dieser Verteidigungsstrategie wurde zusammen mit Kanada das North American Air Defense Command eingerichtet (heute unter dem Kürzel NORAD bekannt).
In den frühen 1960er-Jahren gelang ein erster waffentechnischer Durchbruch mit der Etablierung des Nike-Zeus-Systems, das mithin die Basis für ein späteres ABM-System bilden sollte. Außerdem wurde mit der Entwicklung der Sprint-Kurzstreckenrakete, die zum Schutz der Raketenabwehrbasen selbst dienen sollte, ein zweites Standbein geschaffen. Beide Entwicklungen sollten die Grundlage für das erste landesweite ABM-Projekt Sentinel bilden.
Mit Sentinel wurde die Raketenabwehrtechnologie erstmals auch in der breiten Wissenschaft und der Bevölkerung diskutiert. Zum einen wurden die technologischen Hindernisse diskutiert, die trotz hoher Investitionen in Forschung und Entwicklung nach wie vor enorm waren, zum anderen die sicherheitspolitischen Auswirkungen eines solchen Systems. Angenommen wurde, dass die Sowjetunion einem funktionierenden ABM-System nur mit einem Angriff zuvorkommen konnte. In politischer Hinsicht war Sentinel zudem deshalb brisant, weil das Projekt bedeutete, Kernwaffen in unmittelbarer Nähe zu Bevölkerungszentren zu stationieren.

### Bedeutung des ABM-Vertrags
Der ABM-Vertrag war der erste Vertrag, der nicht Offensiv-Waffen, sondern Defensiv-Waffen begrenzte und damit die gegenseitige Verwundbarkeit der Großmächte erhöhte. Die zugrunde liegende Überlegung war, dass kein Land einen nuklearen Erstschlag führen wird, wenn es sich gegen den unweigerlich folgenden Gegenschlag, den Zweitschlag, nicht ausreichend schützen kann. Die Angst vor der eigenen Vernichtung sollte einen Erstschlag mit Nuklearraketen ausschließen. Diese Vorstellung, die Sicherheit durch ein Gleichgewicht bei den Defensivwaffen zu erhöhen, wurde zur Doktrin der Mutual assured destruction (MAD), dem „Gleichgewicht des Schreckens“, ausgebaut. Die beiden Supermächte USA und Sowjetunion schrieben ein bereits vorhandenes strategisches Gleichgewicht mit diesem Vertrag fest.
Während diese Debatten geführt wurden, hatte Moskau nicht nur seinerseits mit der Entwicklung einer Raketenabwehr begonnen (A-35), sondern es wurde mit Mehrfachsprengköpfen (MIRV) eine Technologie eingeführt, die es ermöglichte, auf einer Interkontinentalrakete mehrere einzeln lenkbare Sprengköpfe zu transportieren. Die USA verfügten bereits über diese Technologie, die Sowjetunion erprobte sie noch. Da für jeden Sprengkopf eine Abwehrrakete notwendig sein würde, lag eine zuverlässige Abwehr ballistischer Flugkörper auf absehbare Zeit ohnehin nicht im Bereich der Möglichkeiten. Aber immerhin wurde ein drohendes ABM-Wettrüsten für einige Jahre eingedämmt, von dem zudem angenommen wurde, dass es aufgrund der ungleich komplexeren Technologie sehr viel kostenintensiver geworden wäre als die bisherige Rüstung mit Offensivwaffen.
Nach den Terroranschlägen des 11. September 2001 kündigten die USA den ABM-Vertrag, um neue Raketenabwehrsysteme entwickeln zu können: „Heute ist unser Sicherheitsumfeld grundlegend anders... Russland ist kein Feind, sondern in einer wachsenden Zahl von kritischen Fragen zunehmend mit uns verbündet... Heute sehen sich die Vereinigten Staaten und Russland neuen Bedrohungen ihrer Sicherheit gegenüber. Zu diesen Bedrohungen gehören vor allem Massenvernichtungswaffen und ihre Trägersysteme, die von Terroristen und Schurkenstaaten eingesetzt werden.“ Laut einer Pressemitteilung des US-Außenministeriums vom 13. Dezember 2001 habe Präsident Putin erklärt, dass die Sicherheit der Russischen Föderation nicht betroffen sei. Die am gleichen Tag veröffentlichte russische Pressemitteilung hob hervor, dass die Sicherheit Russlands insbesondere deswegen nicht betroffen sei, weil Russland etwaige antiballistische Raketensysteme ohnehin überwinden könne. Putin zeigte sich aber besorgt, dass einseitige amerikanische Aktionen in Bezug auf die Verträge ein unkontrolliertes Wettrüsten in den Atomwaffen-Schwellenländern in der Nachbarschaft Russlands hervorrufen könnte. Die USA spreche zwar über diese Besorgnis, aber für Russland existiere sie real. Putin erklärte, dass Russland notfalls seine Atomrüstung verstärken werde.